# Cantone di Tournon-sur-Rhône
Il Cantone di Tournon-sur-Rhône è un cantone francese dell'arrondissement di Tournon-sur-Rhône.
A seguito della riforma approvata con decreto del 13 febbraio 2014, che ha avuto attuazione dopo le elezioni dipartimentali del 2015, è passato da 17 a 13 comuni.

## Composizione
I 17 comuni facenti parte prima della riforma del 2014 erano:
- Arras-sur-Rhône
- Boucieu-le-Roi
- Cheminas
- Colombier-le-Jeune
- Eclassan
- Étables
- Glun
- Lemps
- Mauves
- Ozon
- Plats
- Saint-Barthélemy-le-Plain
- Saint-Jean-de-Muzols
- Sarras
- Sécheras
- Tournon-sur-Rhône
- Vion

Dal 2015 i comuni appartenenti al cantone sono i seguenti 13:
- Boucieu-le-Roi
- Cheminas
- Colombier-le-Jeune
- Étables
- Glun
- Lemps
- Mauves
- Plats
- Saint-Barthélemy-le-Plain
- Saint-Jean-de-Muzols
- Sécheras
- Tournon-sur-Rhône
- Vion